# Tupper Lake (villa)
Tupper Lake es una villa ubicada en el condado de Franklin en el estado estadounidense de Nueva York. En el año 2000 tenía una población de 3,935 habitantes y una densidad poblacional de 853 personas por km².

## Geografía
Tupper Lake se encuentra ubicada en las coordenadas 44°14′0″N 74°27′57″O / 44.23333, -74.46583.

## Demografía
Según la Oficina del Censo en 2000 los ingresos medios por hogar en la localidad eran de $31,654, y los ingresos medios por familia eran $40,152. Los hombres tenían unos ingresos medios de $30,169 frente a los $24,273 para las mujeres. La renta per cápita para la localidad era de $15,567. Alrededor del 11.7% de la población estaban por debajo del umbral de pobreza.